# Sudoku

Logická hra sudoku

Sudoku (česky též magický čtverec) je logická hra (puzzle) s číslicemi.

## Historie
Tuto hru vymyslel Howard Garns v roce 1979 a publikoval ji v pod názvem „Number Place“. Své velké obliby se dočkala v Japonsku, odkud se později vrátila zpět pod názvem „sudoku“. Ve světě je sudoku vydáváno v mnoha periodikách. V Česku jsou to např. Lidové noviny, MF Dnes, Právo, Deník či Metro.

## Princip
Cílem hry v základní podobě je doplnit chybějící cifry 1 až 9 v zadané, zčásti vyplněné čtvercové tabulce s 9 × 9 poli. V tabulce jsou zvýrazněny příčky vymezující 9 čtverců (3 × 3). K předem vyplněným číslicím je třeba doplnit další číslice tak, aby platilo, že v každém řádku, v každém sloupci a v každém z devíti dílčích čtverců jsou použity vždy všechny číslice jedna až devět, každá právě jednou. Aritmetická hodnota číslic pro řešení nemá význam, jde pouze o výběr logické řady devíti znaků (v zásadě je možné hrát sudoku i např. s písmeny A–I nebo jakoukoli jinou skupinou devíti symbolů).
Všech různých možností, jak může být hrací pole 9 × 9 podle těchto kritérií sestaveno, je 6 670 903 752 021 072 936 960, tj. přibližně 6,67×1021 (6,67 triliard). Pro zvětšující se čtverce je to úloha NP-úplná.
Obtížnost sudoku není přímo daná počtem implicitně vyplněných políček, ale jejich vzájemnými vazbami, které na první pohled nejsou vidět. Těžká sudoku mohou průměrně zkušenému luštiteli zabrat kolem 15–60 minut.

## Základní metody řešení

### Metoda jednoho kandidáta
Základní metodou řešení je vyhledávání všech variant (čísel) pro jednotlivé pole. Je třeba najít takové pole, kde je možná jen jediná varianta. Hledání je dobré provádět systematicky, a to buď v řádcích, sloupcích, nebo čtvercích 3 × 3 políčka. Je rovněž dobré začít sekcí (sloupcem, řádkem nebo čtvercem 3 × 3 políčka), ve kterém je vyplněno nejvíce čísel. Postupně pro každé prázdné pole projdeme čísla od 1 do 9 a prohledáme vždy příslušný sloupec, řádek a čtverec, zda tam již číslo je nebo není zadáno. Pokud není, zapíšeme si ho jako možnou variantu do pole (malým písmem, aby se nepletlo s řešením). Pokud v některém z polí zbude jen jedno číslo, doplníme ho jako řešení do pole a proškrtáme toto číslo ve variantách v polích ve stejném sloupci, řádku a čtverci. Takto můžeme přijít na další jednoznačně vhodná čísla. Provádíme dokola, dokud nám vycházejí nějaké jednoznačné varianty. Touto metodou lze vyřešit jen lehké hlavolamy, obtížnější vyžadují kombinaci více metod řešení.

### Skenování
Každý řádek či sloupec obsahuje číslice od 1 do 9, z toho je jasné že každý tzv. super-řádek (tři řádky u sebe) či super-sloupec (tři sloupce u sebe) obsahuje tyto číslice třikrát. Pokud tedy najdete super-řádek se dvěma číslicemi, dokážete se poté soustředit na buňky, kde by se číslice mohla vyskytovat po třetí.
V tomto příkladu se zaměříme na šestky v prvním tzv. super-sloupci. Ta první se nachází v prvním sloupci a druhém řádku, ta druhá se nachází ve druhém sloupci a sedmém řádku. Díky metodě skenování je nám tedy jasné, že třetí šestka bude ve třetím sloupci a to v řádcích 4, 5 nebo 6. Ale protože se již dvě jiné šestky nachází v řádcích 4 a 6, naše šestka musí být správně umístěna do řádku 5.

### Eliminace
Pokud se při luštění dostaneme do situace, kdy nám nepomůže ani metoda jednoho kandidáta ani skenování, zbývá poslední ze základních metod a to tzv. metoda eliminace. Tato metoda se zakládá na určení možných kandidátů (Vylučovací metodou určíme možné číslice, které do daného pole mohou teoreticky sedět). Díky tomu se pak lépe orientujeme a opět vylučovací metodou najdeme správná řešení. Poté se (je-li to možné) můžeme vrátit k řešení pomocí metody jednoho kandidáta či skenování.

## Další varianty Sudoku

### Diagonální sudoku
Diagonální sudoku přidává k základním pravidlům ještě pravidlo dvou hlavních diagonál (úhlopříček), které spojují protilehlé vrcholy tabulky a protínají se v prostředním poli prostředního čtverce. Také devět buněk v každé z těchto úhlopříček musí splňovat kritérium výskytu právě jedné číslice z řady 1–9. Toto rozšíření na jednu stranu přidává další pravidlo, které je třeba hlídat, ale na druhé straně umožňuje širší aplikaci výše uvedených metod – sledování diagonál může hráči urychlit nález řešení pro určitá pole.

### Killer sudoku

Příklad zadání killer sudoku

Killer sudoku (neboli „zabijácké sudoku“) je varianta hry, která neobsahuje žádná předepsaná čísla, ale pouze rámečky, které mají v levém horním rohu vyznačen součet číslic v tomto rámečku. Tyto rámečky nemusejí respektovat hranice 9 velkých čtverců. Při luštění, je kromě klasických technik pro řešení sudoku je nutno zapojit i různá součtová pravidla (součet řádku, sloupce či čtverce musí činit 45) a jiný druh kombinatoriky. Na rozdíl od klasického sudoku je zde tedy aritmetická hodnota číslic klíčová.

### Abecední sudoku
Tato varianta se funkčně neliší od klasického sudoku, ale místo číslic používá písmena. Může jít o abecední řadu devíti písmen, nebo o skupinu jakýchkoli devíti písmen – účelem může např. být, aby jako bonus k samotnému vyplnění mřížky vyšlo někde v tabulce sestavené nějaké slovo jako tajenka. Takové variantě se někdy říká wordoku (česky by se dalo přeložit jako „slovoku“).

### Další
Vedle těchto existuje mnoho dalších variant sudoku, které různě přidávají kritéria, mění geometrii rozdělení tabulky na devítimístné sektory, kombinují dvě hrací pole najednou apod.

## Popularita
Sudoku se stalo velmi populárním na konci roku 2004 ve Velké Británii a postupně se rozšiřuje do celé Evropy. Sudoku vychází v novinách a časopisech, ale rychlost, s jakou se šíří světem, je způsobena především internetem. Dnes existuje přibližně 30 milionů internetových stránek, které se zmiňují o sudoku.[zdroj?]
Sudoku bývá často označováno „hrou roku 2005“, „nejpopulárnější hlavolam současnosti“ nebo „nejrychleji se rozšiřující hra“.
Jedním z důvodů popularity sudoku jsou i benefity, které jeho hraní přináší. Pravidelné luštění sudoku zlepšuje paměť, soustředění a rozvijí logické i analytické schopnosti. Je tak často doporučováno jako určitá prevence před zhoršením kognitivních funkcí mozku, které souvisejí se stárnutím.

## Soutěže
V únoru 2006 se v Brně konalo první mistrovství České republiky v sudoku. První oficiální titul mistra republiky získala žena, jednatřicetiletá Jana Tylová z Ústí nad Labem. V březnu Tylová na prvním mistrovství světa v italském městě Lucca porazila všech 87 soupeřů z dvaadvaceti zemí a stala se tak historicky první mistryní světa. Druhé mistrovství světa se uskutečnilo od 28. března do 1. dubna 2007 v Praze, mistrem světa pro rok 2007 se stal Američan Thomas Snyder.
Popularita sudoku (a příbuzného kakuro) přiměla v roce 2006 organizátory XVII. mezinárodního festivalu šachu, bridže a her Czech Open 2006 zařadit turnaje v těchto dvou disciplínách do programu. Soutěže Kanzelsberger Sudoku Open a Kanzelsberger Kakuro Open proběhly 25. a 26. července v Pardubicích. Turnaj v sudoku vyhrál Čech Tomáš Zavoral s časem 2 minuty 55 sekund, turnaj v kakuro vyhrál Milan Kajan ze Slovenska s časem 133,26 minut a ziskem 67 bodů.
Jako vůbec první na světě vypravily České dráhy 10. listopadu 2007 na koleje „sudokuvlak“. Šlo o pendolino na trase Praha–Brno a zpět. V rámci společné akce železnice, Českého rozhlasu a knihkupectví Kanzelsberger tehdy proběhl dětský turnaj v sudoku.
Ve slovenské Žilině vytvořili 23. února 2008 ustavující rekord v nejrychlejším řešení sudoku. Mřížku, do které se vpisují čísla od jedné do devíti, se vysokoškolákovi Pavlu Jaselskému z východního Slovenska podařilo vyluštit za pět minut a 25 sekund. Zadání obsahovalo několik speciálních podmínek, které organizátoři upřesnili ve spolupráci s anglickou centrálou pro Guinnessovy rekordy. Celkem se o zápis do světové Guinnessovy knihy rekordů v řešení sudoku pokusilo 195 luštitelů ze Slovenska, Polska, Česka a Maďarska. Pokus o světový rekord byl součástí Slovenského mistrovství v sudoku, které zorganizoval Slovenský svaz hádankářů a křížovkářů. Šampionát byl druhým mistrovstvím Slovenska v sudoku a pro pořádající Žilinu šlo o generálku před mistrovstvím světa ve stejné disciplíně, které se zde konalo v roce 2009.